# Aspilota ferrugenosa
Aspilota ferrugenosa är en stekelart som beskrevs av Sharma 1978. Aspilota ferrugenosa ingår i släktet Aspilota och familjen bracksteklar. Inga underarter finns listade.